# ラスト・オータムズ・ドリーム
ラスト・オータムズ・ドリーム（Last Autumn's Dream）は、2002年に結成されたスウェーデンのロック・バンド。

## メンバー

### 現在のメンバー
- ミカエル・アーランドソン (Mikael Erlandsson) - ボーカル
- ナリー・ポールソン (Nalle Påhlsson) - ベース
- ジェイミー・ボーガー (Jamie Borger) - ドラム
- ピーター・ソダーストロム (Peter Söderström) - ギター
- ウルフ・ワールベリ (UUlf Wahcberg) - キーボード

### 旧メンバー
- ジョン・レヴィン (John Levén) - ベース
- ミック・ミカエリ (Mic Michaeli) - キーボード
- イアン・ホーグランド (Ian Haugland) - ドラム
- トーマス・ラッサー (Thomas Lassar) - キーボード
- マルセル・ヤコブ (Marcel Jacob) − ベース
- アンディ・マレツェク (Andy Malecek) - ギター

## ディスコグラフィ

### スタジオ・アルバム
- 『ラスト・オータムズ・ドリーム』 - Last Autumn's Dream（2003年）
- 『2』 - II（2004年）
- 『ウィンター・イン・パラダイス』 - Winter In Paradise（2005年）
- 『サターン・スカイライン』 - Saturn Skyline（2006年）
- 『ハンティング・シャドウズ』 - Hunting Shadows（2007年）
- 『ドリームキャッチャー』 - DreamCatcher（2008年）
- 『ア・タッチ・オヴ・ヘヴン』 - A Touch of Heaven（2009年）
- 『イエス』 - Yes（2010年）
- 『ナイン・ライヴス』 - Nine Lives（2011年）
- 『テン・タンジェリン・テイルズ』 - Ten Tangerine Tales（2012年）
- 『レベル・イレヴン』 - Level Eleven（2014年）
- 『ペインティングス』 - Pendings（2015年）
- 『イン・ディスガイズ』 - In Disguise（2016年）
- 『フォーティーン』 - Fourteen（2017年）
- 『シークレット・トレジャーズ』 - Secret Treasures（2018年）

### ライブ・アルバム
- 『ライヴ・イン・ジャーマニー』 - Live In Germany 2007（2008年）

### コンピレーション・アルバム
- 『インプレッションズ： ザ・ヴェリー・ベスト・オヴ・LAD』 - Impressions -The Very Best of LAD-（2007年）
- 『プラットフォーム ～10thアニヴァーサリー・ベスト～』 - Platform -10th Anniversary Best-（2013年）